# Laélia de Alcântara
Laélia Contreiras Agra de Alcântara ou Laélia de Alcântara, (Salvador, 7 de julho de 1923 — Rio de Janeiro, 30 de agosto de 2005) foi uma médica e política brasileira, que foi senadora pelo Acre. Foi a primeira mulher negra a exercer tal mandato.

## Biografia
Filha de Júlio Martins Agra e de Beatriz Contreiras Agra. Formada em Medicina pela Faculdade de Ciências Médicas da Universidade do Estado do Rio de Janeiro em 1949, transferiu-se no mesmo ano para o Acre que à época era território federal e contava com apenas seis médicos e lá especializou-se em atendimentos nas áreas de obstetrícia e pediatria além de lecionar puericultura na Escola Normal de Rio Branco.
Sua carreira política teve início pelo PTB quando foi eleita suplente de deputado federal em 1962 migrando para o MDB após o bipartidarismo decretado pelos militares em 1965 elegendo-se suplente do senador Adalberto Sena em 1974. Com a volta do pluripartidarismo em 1980 mudou para o PMDB e assumiu o mandato de abril a agosto de 1981 com o afastamento do titular por razões de saúde e definitivamente em março de 1982 devido ao falecimento de Sena.

## No Senado Federal
Ao ser efetivada tornou-se a terceira senadora de nossa história e segunda senadora do período republicano, formando bancada ao lado de Eunice Michiles (PDS-AM) (Princesa Isabel foi senadora por direito dinástico durante o Império). Em sua passagem pelo Congresso Nacional posicionou-se contra o aborto e o racismo e apresentou emendas permitindo o ingresso de mulheres na Força Aérea Brasileira. Candidata a reeleição por uma sublegenda do PMDB em 1982 figurou como primeira suplente de Mário Maia ao fim da apuração.
Presidente do Conselho Regional de Medicina do Acre, foi Secretária de Saúde entre maio e setembro de 1987 no governo Flaviano Melo afastando-se do cargo por razões de saúde e encerrando a carreira política.